# مارسيل زامورا بيريز
مارسيل زامورا بيريز (بالألمانية: Marcel Zamora Pérez) (و. 1978  م) هو متسابق ثلاثي إسباني، ولد في برشلونة.

## روابط خارجية
- مارسيل زامورا بيريز على موقع اتحاد الترياتلون الدولي (الإنجليزية)
- مارسيل زامورا بيريز على موقع IAT Triathlon Database (الإنجليزية)